# De Soto (Illinois)
Pour les articles homonymes, voir De Soto.
De Soto est un village situé dans le comté de Jackson, dans l'est de l'État de l'Illinois, aux États-Unis.